# Never Forget You
"Never Forget You" is een single van de Britse zanger MNEK en de Zweedse zangeres Zara Larsson. De single kwam uit in Engeland op 22 juli 2015 als muziekdownload.

## Achtergrondinformatie
De single behaalde de vijfde plek in de UK Singles Chart, en ook de tweede plek in Noorwegen, de nummer-één positie in Zweden en de vierde plek in Finland. Een akoestische versie van "Never Forget You" werd gespeeld tijdens de CBBC Official Chart Show op 23 oktober 2015.

## Tracklijst
| Nr. | Titel            | Duur |
| --- | ---------------- | ---- |
| 1.  | Never Forget You | 3:33 |

| Nr. | Titel                                       | Duur |
| --- | ------------------------------------------- | ---- |
| 1.  | Never Forget You (MNEK VIP)                 | 6:01 |
| 2.  | Never Forget You (LuvBug remix)             | 4:43 |
| 3.  | Never Forget You (Bearcubs remix)           | 4:05 |
| 4.  | Never Forget You (Kove remix)               | 4:13 |
| 5.  | Never Forget You (Mr. Belt and Wezol remix) | 4:55 |
| 6.  | Never Forget You (Ragz Originale remix)     | 3:02 |

## Hitnoteringen

### Nederlandse Top 40
| Hitnotering: 14-11-2015 t/m 16-04-2016 | Hitnotering: 14-11-2015 t/m 16-04-2016 | Hitnotering: 14-11-2015 t/m 16-04-2016 | Hitnotering: 14-11-2015 t/m 16-04-2016 | Hitnotering: 14-11-2015 t/m 16-04-2016 | Hitnotering: 14-11-2015 t/m 16-04-2016 | Hitnotering: 14-11-2015 t/m 16-04-2016 | Hitnotering: 14-11-2015 t/m 16-04-2016 | Hitnotering: 14-11-2015 t/m 16-04-2016 | Hitnotering: 14-11-2015 t/m 16-04-2016 | Hitnotering: 14-11-2015 t/m 16-04-2016 | Hitnotering: 14-11-2015 t/m 16-04-2016 | Hitnotering: 14-11-2015 t/m 16-04-2016 |
| Week:                                  | 1                                      | 2                                      | 3                                      | 4                                      | 5                                      | 6                                      | 7                                      | 8                                      | 9                                      | 10                                     | 11                                     | 12                                     |
| -------------------------------------- | -------------------------------------- | -------------------------------------- | -------------------------------------- | -------------------------------------- | -------------------------------------- | -------------------------------------- | -------------------------------------- | -------------------------------------- | -------------------------------------- | -------------------------------------- | -------------------------------------- | -------------------------------------- |
| Positie:                               | 34                                     | 29                                     | 20                                     | 16                                     | 15                                     | 12                                     | 9                                      | 11                                     | 11                                     | 8                                      | 8                                      | 8                                      |
| Week:                                  | 13                                     | 14                                     | 15                                     | 16                                     | 17                                     | 18                                     | 19                                     | 20                                     | 21                                     | 22                                     | 23                                     |                                        |
| Positie:                               | 8                                      | 10                                     | 11                                     | 17                                     | 19                                     | 22                                     | 24                                     | 29                                     | 31                                     | 33                                     | 40                                     | uit                                    |

### NederlandseSingle Top 100
| Hitnotering: 03-10-2015 t/m 23-07-2016 | Hitnotering: 03-10-2015 t/m 23-07-2016 | Hitnotering: 03-10-2015 t/m 23-07-2016 | Hitnotering: 03-10-2015 t/m 23-07-2016 | Hitnotering: 03-10-2015 t/m 23-07-2016 | Hitnotering: 03-10-2015 t/m 23-07-2016 | Hitnotering: 03-10-2015 t/m 23-07-2016 | Hitnotering: 03-10-2015 t/m 23-07-2016 | Hitnotering: 03-10-2015 t/m 23-07-2016 | Hitnotering: 03-10-2015 t/m 23-07-2016 | Hitnotering: 03-10-2015 t/m 23-07-2016 | Hitnotering: 03-10-2015 t/m 23-07-2016 | Hitnotering: 03-10-2015 t/m 23-07-2016 | Hitnotering: 03-10-2015 t/m 23-07-2016 | Hitnotering: 03-10-2015 t/m 23-07-2016 | Hitnotering: 03-10-2015 t/m 23-07-2016 |
| Week:                                  | 1                                      | 2                                      | 3                                      | 4                                      | 5                                      | 6                                      | 7                                      | 8                                      | 9                                      | 10                                     | 11                                     | 12                                     | 13                                     | 14                                     | 15                                     |
| -------------------------------------- | -------------------------------------- | -------------------------------------- | -------------------------------------- | -------------------------------------- | -------------------------------------- | -------------------------------------- | -------------------------------------- | -------------------------------------- | -------------------------------------- | -------------------------------------- | -------------------------------------- | -------------------------------------- | -------------------------------------- | -------------------------------------- | -------------------------------------- |
| Positie:                               | 82                                     | 77                                     | 56                                     | 48                                     | 37                                     | 27                                     | 27                                     | 27                                     | 16                                     | 12                                     | 11                                     | 12                                     | 13                                     | 13                                     | 10                                     |
| Week:                                  | 16                                     | 17                                     | 18                                     | 19                                     | 20                                     | 21                                     | 22                                     | 23                                     | 24                                     | 25                                     | 26                                     | 27                                     | 28                                     | 29                                     | 30                                     |
| Positie:                               | 8                                      | 9                                      | 11                                     | 12                                     | 12                                     | 24                                     | 17                                     | 16                                     | 18                                     | 22                                     | 25                                     | 31                                     | 30                                     | 33                                     | 36                                     |
| Week:                                  | 31                                     | 32                                     | 33                                     | 34                                     | 35                                     | 36                                     | 37                                     | 38                                     | 39                                     | 40                                     | 41                                     | 42                                     | 43                                     |                                        |                                        |
| Positie:                               | 38                                     | 47                                     | 51                                     | 57                                     | 67                                     | 82                                     | 72                                     | 84                                     | 79                                     | 82                                     | 100                                    | 97                                     | 97                                     | uit                                    |                                        |

### 3FM Mega Top 50
| Positie: | 46 | uit | 46 | 15 | 14 | 18 | 12 | 13 | 13 | 11 | 5  | 6  | 7  | 7   |
| Week:    | 14 | 15  | 16 | 17 | 18 | 19 | 20 | 21 | 22 | 23 | 24 | 25 | 26 |     |
| Positie: | 8  | 8   | 11 | 14 | 13 | 20 | 26 | 28 | 38 | 38 | 42 | 48 | 49 | uit |

## Releasedata
| Land       | Releasedatum | Formaat        | Label            |
| ---------- | ------------ | -------------- | ---------------- |
| Wereldwijd | 22 juli 2015 | Muziekdownload | Virgin EMI, Epic |